# Porri
 Porri  es una población y comuna francesa, en la región de Córcega, departamento de Alta Córcega, en el distrito de Bastia y cantón de Vescovato.

## Demografía[3]
| n/d | 226 | 269 | 313 | 316 | 281 | 330 | 330 | 332 | 343 | 294 | 278 | 279 | 281 | 321 | 448 | 295 | 301 | 454 | 510 | 306 | 314 | 350 | 288 | 244 | 269 | 129 | 84 | 74 | 36 | 34 | 47 | 57 |
| Para los censos de 1962 a 1999 la población legal corresponde a la población sin duplicidades (Fuente: INSEE [Consultar]) |     |     |     |     |     |     |     |     |     |     |     |     |     |     |     |     |     |     |     |     |     |     |     |     |     |     |    |    |    |    |    |    |